# Mapanas
Mapanas (Bayan ng Mapanas) är en kommun i Filippinerna. Kommunen ligger på ön Samar, och tillhör provinsen Norra Samar. Folkmängden uppgår till 11 151 invånare.
Mapanas är indelat i 13 barangayer.